# Chronologie de l'invasion de l'Ukraine par la Russie (mars 2024)
Pour un article plus général, voir Invasion de l'Ukraine par la Russie.
Cet article fait partie de la chronologie de l'invasion de l'Ukraine par la Russie et présente une chronologie des événements clés de ce conflit durant le mois de mars 2024.
Pour les événements précédents, voir Chronologie de l'invasion de l'Ukraine par la Russie (février 2024).
Pour les événements suivants, voir Chronologie de l'invasion de l'Ukraine par la Russie (avril 2024).

## Chronologie des événements

### 1ermars
Des milliers de personnes ont assisté aux funérailles d'Alexeï Navalny, chef de l'opposition russe et principal opposant à Vladimir Poutine,,, à l'église Icône-de-la-Mère-de-Dieu située dans le district moscovite de Marino, avant d'être enterré 3 km plus loin, au cimetière Borissov à Moscou,,,.
L'armée de l'Air ukrainienne indique avoir détruit un chasseur-bombardier russe Su-34, qui tentait de frapper les positions avec des bombes aériennes guidées,.

### 2 mars
Les Russes ont attaqué l'Ukraine, à l'aide de trois missiles aériens guidés Kh-59/Kh-35 depuis les territoires occupés des oblasts de Kherson et de Donetsk, ainsi que de 17 drones d’attaque  Shahed 136/131. L'Ukraine affirme avoir abattu 14 drones Shahed 136/131 sur 17 mais pas les missiles guidés. L'un des drones non intercepté, est tombé dans une des zones résidentielles d'Odessa, frappant un immeuble de 9 étages. Une partie de l'entrée de 18 appartements a été détruite. Le bilan est de huit morts, dont un bébé de 3 mois et un enfant de 3 ans.
- Immeuble résidentiel à Odessa après l'attaque

### 3 mars
Le ministère russe de la Défense indique une nouvelle attaque massive sur la Crimée  annexée dans la nuit et qu'ils ont réussi à neutraliser 38 drones dont la plupart attaquait Feodosiia, Crimée. Des militants du mouvement Atesh rapportent que l'un des plus grands dépôts pétroliers de la péninsule était en feu dans la ville. La base aérienne de Hvardiïske (Crimée), une installation secrète, a été touchée en Crimée, des hélicoptères Ka-52, plusieurs officiers russes ont été tués et la circulation sur le pont de Crimée a été interrompue,,,.

### 4 mars
Le renseignement militaire ukrainien (GUR) affirme avoir endommagé le pont ferroviaire de la rivière Tchapaïevka, situé dans la région russe de Samara, à plus de 750 km de la frontière ukrainienne, qui permettait de transporter du matériel militaire, comme des explosifs produits dans l'usine Polimer de la ville de Tchapaïevsk.
La France évalue son aide militaire à l'Ukraine à 2,6 milliards d'euros
Un article du magazine Forbes indique qu'une unité russe, vraisemblablement le 488e régiment de fusiliers motorisés de la Garde, a attaqué des positions tenues par la 60e brigade mécanisée ukrainienne à Yampolivka (ru), dans l'oblast de Donetsk comprenant ce qui semblait être des tracteurs blindés MT-LB et au moins un char T-90. Ce qui était inhabituel, c'était ce qu'il y avait dans le groupe d’assaut plusieurs buggies Desertcross 1000-3 chinois,,. La 60e brigade mécanisée ukrainienne a bombardé le groupe d'obus à sous-munitions, puis a tiré dessus avec des drones chargés d’explosifs.  Le T-90 et plusieurs Desertcross 1000-3 gisaient détruits parmi un grand nombre de Russes morts,.

### 5 mars
La Cour pénale internationale (CPI) émet des mandats d'arrêt contre le lieutenant général des forces armées russes Sergueï Kobylach et l'amiral de la marine russe Viktor Sokolov pour des crimes de guerre présumément commis en Ukraine « entre le 10 octobre 2022 au moins et le 9 mars 2023 au moins »,,.
L'armée ukrainienne aurait bombardé la gare de Glouchkovo, située dans l'oblast de Koursk et une attaque de drone, a entraîné la destruction d'un réservoir de carburant du dépôt pétrolier de Goubkine situé dans le village de Dolgoïe, dans l'oblast de Belgorod,.
La Russie affirme avoir fait décoller un chasseur Su-27 pour intercepter trois avions militaires français, un AWACS E-3F et deux chasseurs Rafale-S qui s'approchaient de sa frontière au-dessus de la mer Noire. « A l'approche du chasseur russe, les appareils militaires étrangers ont fait demi-tour »,.
Des drones navals MAGURA V5 des forces spéciales du Groupe 13 ont attaqué et coulé le patrouilleur lance-missiles du projet 22160 russe Sergueï Kotov près de Théodosie située à proximité du détroit de Kertch, Crimée,,,,
- Attaque contre le Sergueï Kotov

### 6 mars
Un M142 HIMARS chargé sur un camion de la 27e brigade de lance-roquettes ukrainienne stationné à découvert, à l'orée d'une forêt à Nykanorivka, dans l'oblast de Donetsk, à environ 40 km de la ligne de front a été détruit par un tir d'Iskander russe, après avoir été repéré par un drone d'observation,. Le Président 
Volodymyr Zelensky et le Premier ministre Kyriákos Mitsotákis sont en visite sur la port d'Odessa et juste après des frappes russes touchent la ville faisant cinq morts.
Le multiple champion du monde d'échecs, et opposant à Vladimir Poutine, Garry Kasparov est placé sur la liste des « terroristes et extrémistes » par le Rosfinmonitoring (en).
Les missiles russes tirés sur Odessa ont manqué de peu le cortège du Président Zelensky, dans ce qui est considéré comme une tentative d’assassinat. Les missiles ont atterri à environ 150 mètres du Président Zelensky et du Premier ministre grec Kyriákos Mitsotákis et ont tué cinq personnes,.

### 7 mars
La Russie a affirmé avoir repris la partie sud de Robotyne.
La Norvège a annoncé le paiement de 1,6 milliard de couronnes (153 millions de dollars) en faveur de l'initiative tchèque visant à acheter des munitions d'artillerie pour l'Ukraine. Le secrétaire britannique à la Défense, Grant Shapps, a également annoncé un don de 10 000 drones à l'Ukraine lors de sa visite à Kyïv.
L'ancien chef de l'armée ukrainienne, le général Valeri Zaloujny, a été nommé nouvel ambassadeur d'Ukraine au Royaume-Uni.
Le président tchèque Petr Pavel a annoncé que le projet d'achat de 800 000 obus d'artillerie pour l'Ukraine avait atteint son budget cible grâce aux contributions de 18 pays, ajoutant que les livraisons à l'Ukraine commenceraient d'ici « quelques semaines ».

### 8 mars
Selon l'armée de l'Air ukrainienne, 37 drones Shahed 136/131, lancés de Balaklava, quartier de la ville de Sébastopol, deux missiles Kh-59 et un missile S-300 ont été lancés par les russes. La défense aérienne ukrainienne affirme avoir abattu 33 drones dans les régions de Kirovohrad, d'Odessa, de Kherson, de Mykolaïv et de Kharkiv.
Selon le ministère de la Défense russe quinze drones ont été abattus dans l'oblast de Volgograd et un autre dans l'oblast de Belgorod.
L'ambassade des États-Unis à Moscou (en) met en garde les touristes visitant Moscou et la région de Moscou contre la participation à des événements de masse et à des rassemblements de personnes dans les prochaines 48 heures en raison de la probabilité d'attaques terroristes,.

### 9 mars
Le gouverneur de l'oblast de Rostov, Vassyl Goloubev (ru), annonce que l'usine Beriev de Taganrog, qui répare les avions radar A-50, a été attaquée et endommagée par des missiles S-200 faisant seize blessés,.
L'ambassadeur Serhiy Kyslytsya affirme que Poutine essaye d'interrompre les exportations de céréales de l'Ukraine en bombardant les ports de la mer Noire.

### 10 mars
Selon l'armée de l'Air des Forces armées ukrainiennes, 39 drones de type Shahed, et 4 missiles S-300 ont été lancés dans les oblasts de Kharkiv et de Donetsk dont 35 drones ont été détruits.
Le ministère de la Défense russe déclare avoir abattu, un drone près de Fornossovo, au sud de Saint-Pétersbourg, et deux dans l'oblast de Novgorod.
Nikolaï Ievmenov, commandant en chef de la flotte de la mer Noire, est limogé et remplacé par Aleksandr Moïsseïev, ancien commandant de la flotte du Nord, dans un contexte de pertes importantes dues à des attaques ukrainiennes de drones navals,.

### 11 mars
L'Ukraine construit des lignes fortifiées sur 2 000 kilomètres.
Un char M1A1 Abrams a été détruit par une mine antichar près d'Avdiïvka ; c'est le quatrième véhicule militaire de ce type perdu par l'Ukraine,.
Un lance-flammes lourd TOS-1A « Solntsepyok », qui se dirigeait vers les positions des forces de défense dans la direction de Kreminna, oblast de Louhansk, est détruit par la 12e brigade Azov.

### 12 mars
La Russie utilise des bombes planantes de la génération FAB-1500, amélioration des KAB-1500 (uk), de grande puissance et de précision qui aurait donné un avantage pour la progression vers Adviïvka.
En France, à l'initiative du président de la République Emmanuel Macron, un débat puis un vote au sujet de la stratégie d'aide à l'Ukraine ont lieu à l'Assemblée nationale.
Le Corps des volontaires russes, La Légion « Liberté de la Russie » et le bataillon Sibir également appelé bataillon sibérien où bataillon Sibérie affirment avoir pris le contrôle du village de Tiotkino situé à la frontière russo-ukrainienne dans l'oblast de Koursk et avoir détruit un blindé russe. Le ministère de la Défense russe affirme que cette attaque a été repoussée,,.
La 12e brigade d'aviation de l'armée de terre ukrainienne perd deux hélicoptères et deux pilotes au sol à la suite de bombardements.
Un avion de transport militaire Il-76 russe, avec 15 personnes à bord, s'écrase dans l'oblast d'Ivanovo. Selon les médias russes, la cause de l’accident d’avion était un oiseau aspiré par le moteur.

### 13 mars
Le gouverneur (ru) Pavel Malkov (ru) décrit une attaque de drone sur l'usine de raffinage du pétrole de Riazan appartenant à Rosneft. Cette attaque faisant suite à d'autres à Nijni Novgorod et dans l'oblast d'Orel, celle de l'usine de produits pétroliers de Novochakhtinsk de l'oblast de Rostov, ainsi que la raffinerie de Kirichi..
À Belgorod, un drone ukrainien a endommagé un bâtiment du FSB, touchant la façade et les fenêtres.
Plus tard, dans une émission en direct sur Internet,  la Légion « Liberté de la Russie », le bataillon sibérien et le Corps des volontaires russes, groupes armés d'opposition à Vladimir Poutine en Russie, font une déclaration commune : « Nous nous adressons à nos concitoyens : les habitants de la ville de Belgorod, les fonctionnaires de l'administration de Belgorod et tous ceux qui nous écoutent. Les assassins de Poutine lancent des attaques massives contre des villes ukrainiennes pacifiques, se cachant parmi vos maisons, les écoles de vos enfants et les institutions de l'État. Chaque jour, des dizaines de personnes ordinaires et innocentes (en particulier des femmes et des enfants) sont tuées par des bombardements depuis Belgorod. Les bombardements de l'Ukraine depuis le territoire de Belgorod doivent cesser ! C’est pourquoi nous sommes contraints de mettre le feu à des postes militaires stationnés dans les villes de Belgorod et de Koursk. Pour éviter les pertes civiles, nous demandons instamment à tout le monde de quitter les villes immédiatement. Nous appelons les autorités locales à préserver les vies et à commencer l’évacuation des villes de Koursk et de Belgorod. »,,.

### 14 mars
Des groupes paramilitaires anti-Poutine continuent à attaquer les oblasts de Koursk et de Belgorod,. Rosgvardiya, la Garde nationale russe, déclare avoir repoussé une attaque d'un « groupe de sabotage » près de Tiotkino (oblast de Koursk), et mené des attaques près du village avec l'armée russe et les gardes-frontières. D'autres combats sont signalés à Graïvoron, Spodariushino (ru) et Kozinka (ru)
Le journal The Guardian rapporte que l'entreprise allemande Rheinmetall prévoit de construire au moins quatre usines en Ukraine. Rheinmetall a enregistré un chiffre d’affaires record de 7,2 milliards d'euros en 2023 et vise à dépasser les 10 milliards d’euros en 2024. La société a déclaré que les usines en Ukraine produiront des obus, du matériel militaire, de la poudre à canon et des armes antiaériennes,.

### 15 mars
Des drones ukrainiens ont attaqué la raffinerie Pervy Zavod de l'oblast de Kalouga, causant des dommages à l'usine et un incendie.
Vingt morts et soixante-dix blessés dans une attaque de missiles sur Odessa.
Le dissident russe Oleg Orlov, âgé de 70 ans et emprisonné au centre de détention provisoire no 5 dans le nord-ouest de Moscou, s'est vu proposer de signer un accord pour être envoyé dans la zone de guerre,.
« Le président du Conseil européen Charles Michel a « félicité » avec ironie, ce vendredi 15 mars, le président russe Vladimir Poutine pour sa réélection alors même que le vote avait à peine débuté. »

### 16 mars
Série d'attaques de drones ukrainiens sur des raffineries : deux situées dans l'oblast de Samara dont la raffinerie de pétrole de Syzran, les raffineries locales appartenant à Rosneft. La raffinerie de pétrole de Novokoïbyshevsk (ru) a également été touchée par un drone,.

### 17 mars
L'Ukraine affirme avoir intercepté trois groupes de saboteurs russes qui tentaient de s'infiltrer à la frontière dans l'oblast de Soumy.

### 18 mars
Le ministère de la sécurité d'État de la république autoproclamée de Transnistrie affirme qu'un drone kamikaze ukrainien a été lancé sur l'aérodrome de Tiraspol touchant un hélicoptère militaire de transport Mi-8T. Les autorités moldaves et ukrainiennes ont immédiatement démenti ces accusations, affirmant qu'il s'agissait d'une provocation afin de provoquer « une escalade » dans la région en participant à une « tentative de provoquer la peur et la panique »,,,.

### 19 mars
La Russie affirme avoir pris le village d'Orlivka (uk), à quatre kilomètres à l'ouest d'Avdiïvka,
Le ministère de la Défense russe affirme avoir détruit neuf missiles tirés à l’aide de lance-roquettes multiples RM-70 Vampire au-dessus de l'oblast de Belgorod.
Vladimir Poutine ordonne au FSB de traquer et de « punir » les Russes servant dans l'armée ukrainienne et les a comparés à l'Armée de libération russe, qui a collaboré avec l'Allemagne nazie pendant la Seconde Guerre mondiale.
La chaîne russe Rybar, proche de l'armée, fait état d'une reprise des combats contre des mouvements russes pro-ukrainiens, dans le village frontalier de Kozinka (ru), situé dans l'oblast de Belgorod.

### 20 mars
Le ministère russe de la Défense affirme que ses forces ont « complètement nettoyé » » le village de Kozinka (ru), dans l'oblast de Belgorod, des « militants », tuant 650 d’entre eux avec « des frappes aériennes et des tirs d'artillerie ».
Le ministre de l'Intérieur moldave, Adrian Efros (en) déclare que l'attaque de drone-kamikaze contre l' aérodrome de Tiraspol, en Transnistrie, survenue le 18 mars dernier serait un montage vidéo.
Les forces russes affirment avoir abattu quatre drones près de la base aérienne Engels-2 dans l'oblast de Saratov. Des responsables des services de renseignement ukrainiens déclarent que « des cibles ont été touchées »,

### 21 mars
Le général Sergueï Choïgou, affirme que la Russie va lever quatorze divisions et seize brigades pour former deux armées interarmes.
Le ministère russe de la Défense indique que les forces russes ont capturé le village de Tonenke (uk), situé à 10 km à l’ouest d'Avdiïvka, oblast de Donetsk.
Le ministère russe de la Défense déclare que l'Ukraine a attaqué l'oblast de Belgorod pour le sixième jour consécutif, en utilisant des lance-roquettes multiples RM-70.

### 22 mars
Dans la nuit, la Russie a mené une attaque avec 151 moyens d'attaque aérienne. Les forces de défense aérienne ont détruit 55 drones kamikazes de type Shahed et 37 missiles de différents types. La Russie a utilisé :
- 63 drones d’attaque de type Shahed 136/131 (zone de lancement de Primorsko-Akhtarsk, kraï de Krasnodar en Russie) ;
- 12 missiles balistiques Iskander-M (oblast de Belgorod et Crimée) ;
- 40 missiles de croisière Kh-101/Kh-555 (sur 13 bombardiers stratégiques Tu-95MS en mer Caspienne) ;
- 5 missiles de croisière Kh-22 (sur cinq bombardiers Tu-22M3 dans l'oblast de Rostov) ;
- 7 missiles aérobalistiques Kh-47M2 Kinjal (sur dix MiG-31K dans l'oblast de Tambov) ;
- 2 missiles aériens guidés Kh-59 (sur deux Su-30/Su-34 dans la partie temporairement occupée de l'oblast de Zaporijjia) ;
- 22 missiles guidés antiaériens S-300/S-400 (oblasts de Belgorod et de Koursk).

Les défenseurs ont détruit 92 cibles aériennes, dont 55 Shahed, 35 missiles de croisière Kh-101/Kh-555 et deux missiles guidés Kh-59.
Le président ukrainien a affirmé que la Russie avait mené de nombreuses attaques sur l'Ukraine, avec notamment « plus de 60 drones explosifs et près de 90 missiles. Le monde voit les cibles des terroristes russes aussi clairement que possible : des centrales électriques et des lignes d’approvisionnement en énergie, un barrage hydroélectrique, des immeubles résidentiels ordinaires, et même un trolleybus »,.

Une attaque par huit missiles a frappé le barrage de la centrale hydroélectrique du Dnipro à Zaporijjia sans provoquer de brèche,.

Attaque massive de missiles sur l'Ukraine le 22 mars 2024
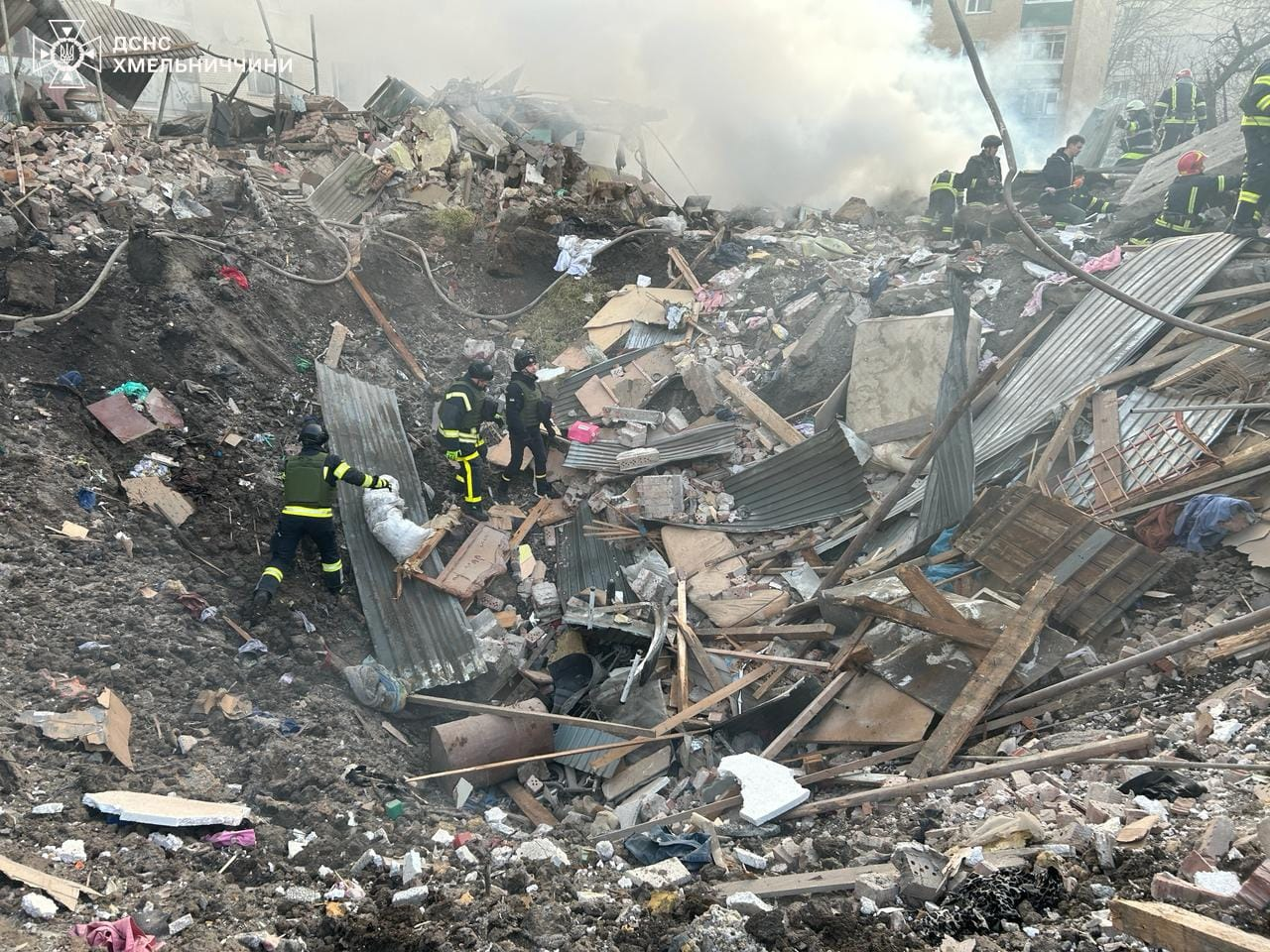
Destructions à Khmelnytskyï ouest de l'Ukraine
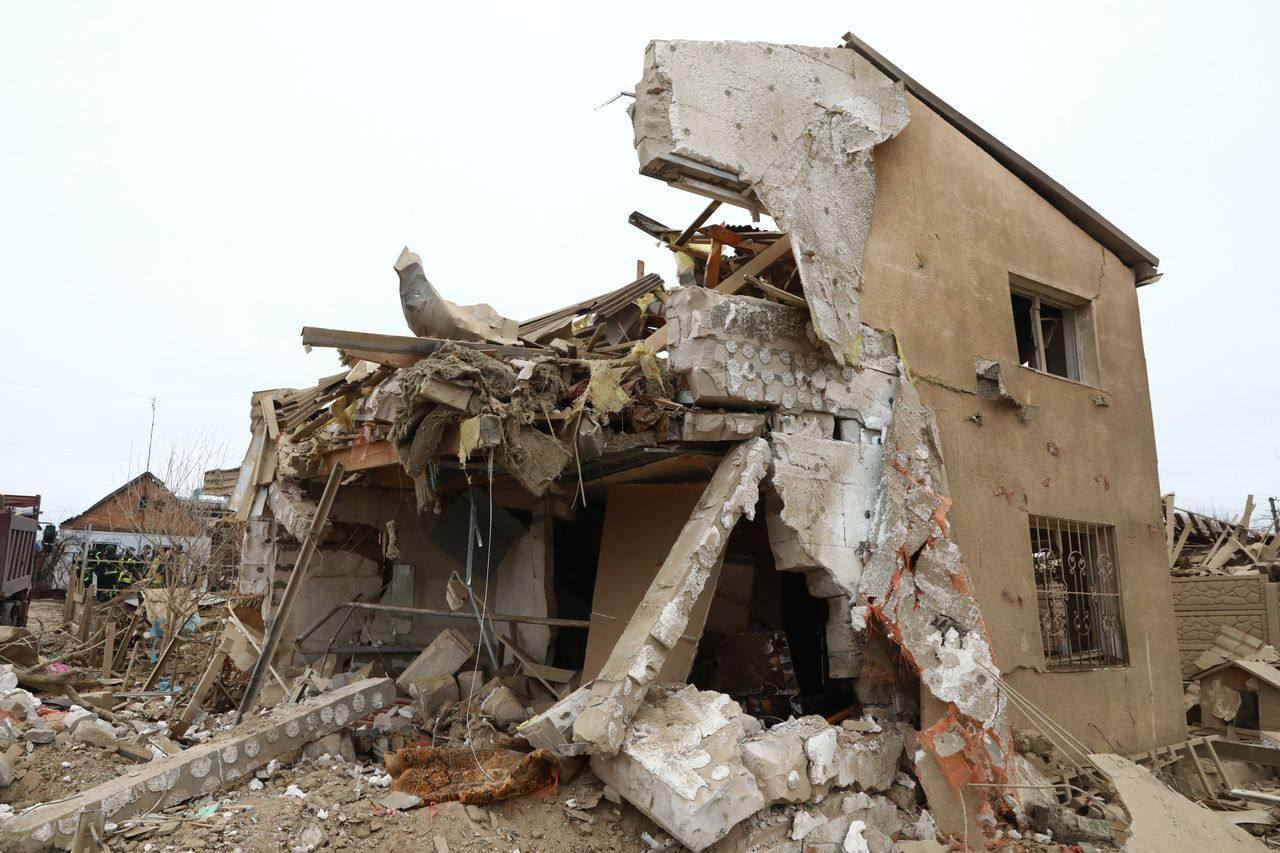
Destructions à Zaporijjia
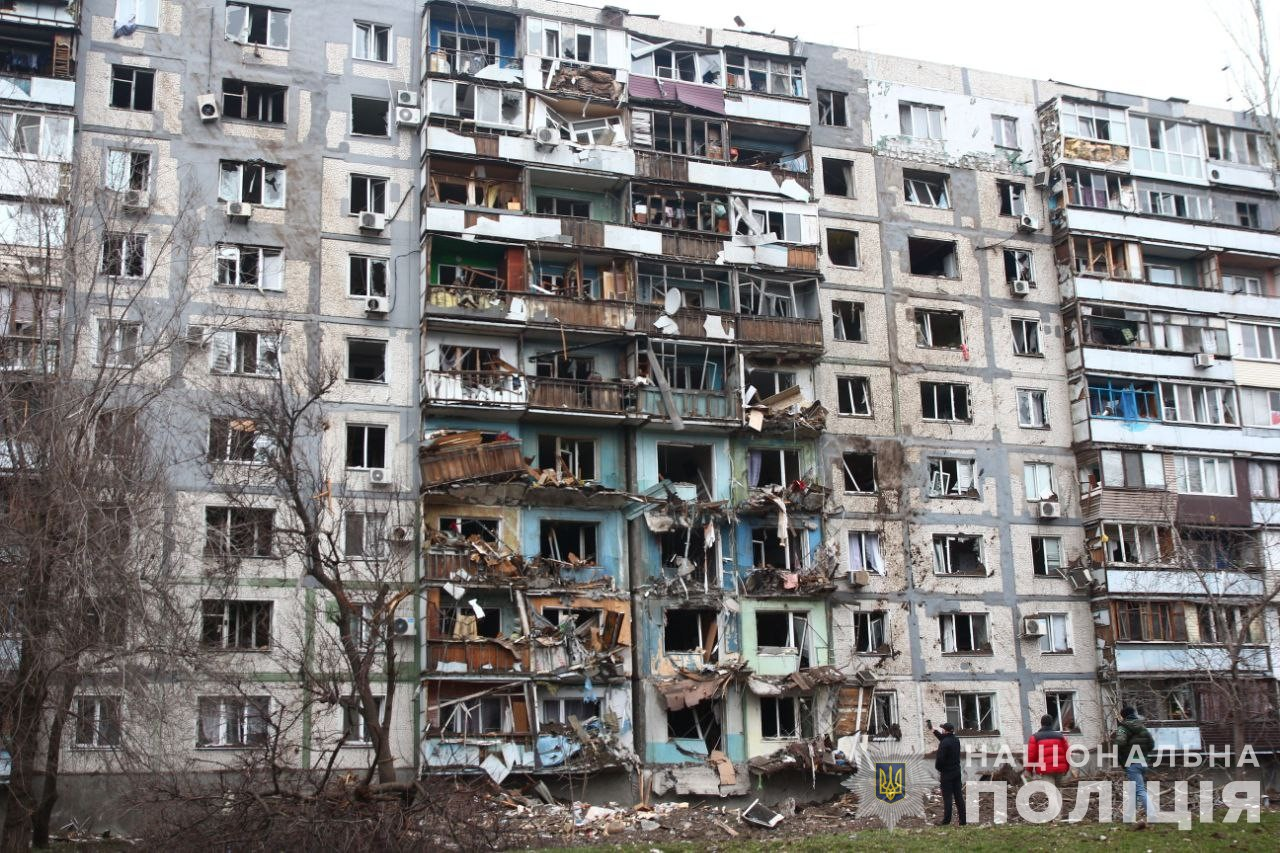
Destructions à Zaporijjia
- Destructions à Zaporijjia

Le Crocus City Hall à Krasnogorsk (oblast de Moscou),a été attaqué lors d'une fusillade de masse et d'un incendie criminel qui ont tué au moins 144 personnes, revendiqué par l'État islamique au Khorassan,. L'État islamique revendique la responsabilité de l'attaque. Néanmoins, les médias de propagande russes ont immédiatement blâmé Kiev. NTV a même diffusé une fausse vidéo dans laquelle le secrétaire du Conseil national de sécurité et de défense de l'Ukraine « a confirmé son implication dans l'attaque ». Les services de renseignement ukrainiens ont qualifié l'attaque de « provocation planifiée et délibérée par les services spéciaux russes à la demande de Poutine » pour justifier une escalade sur le front,

Le Crocus City Hall
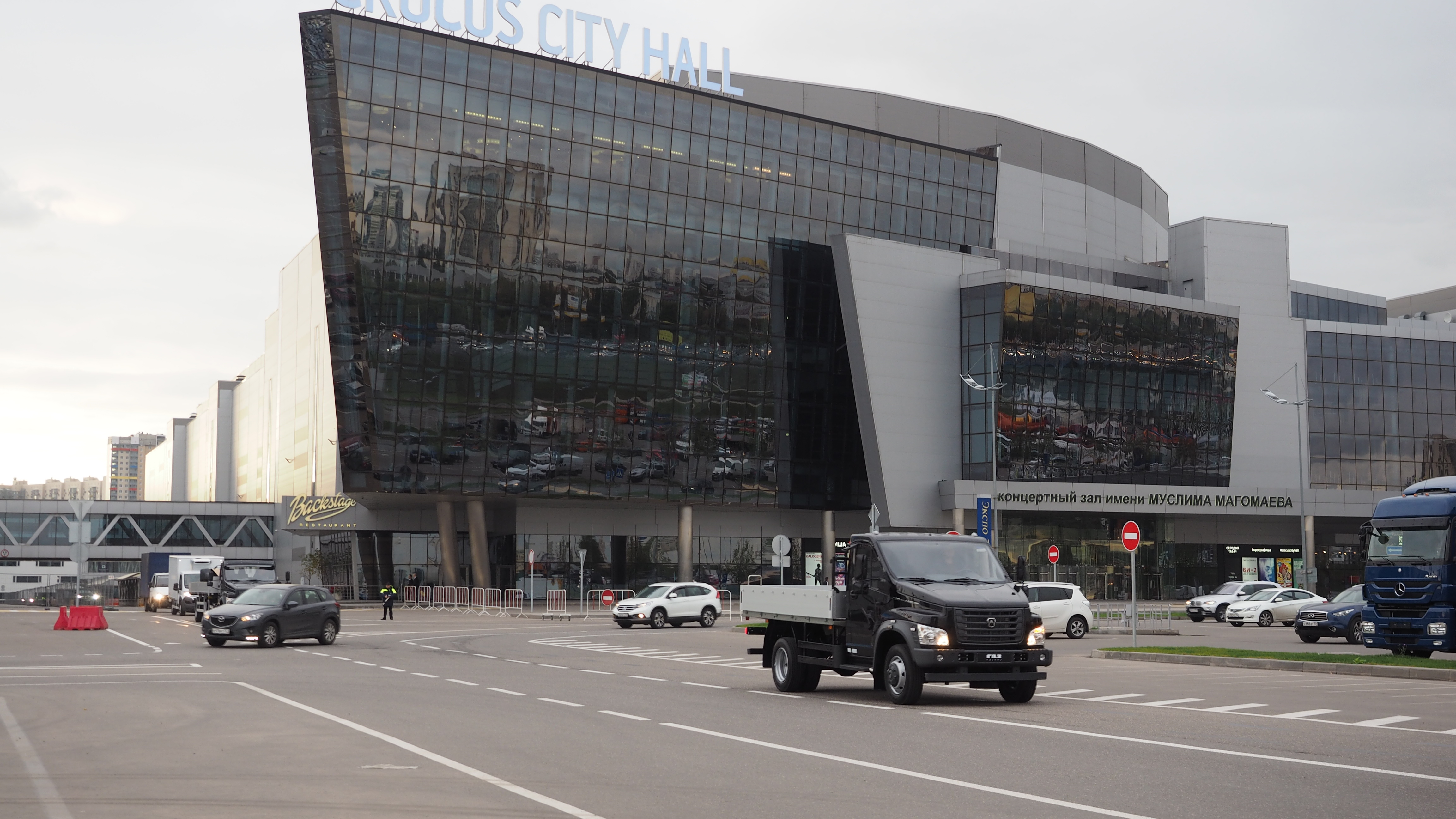
Avant l'attentat
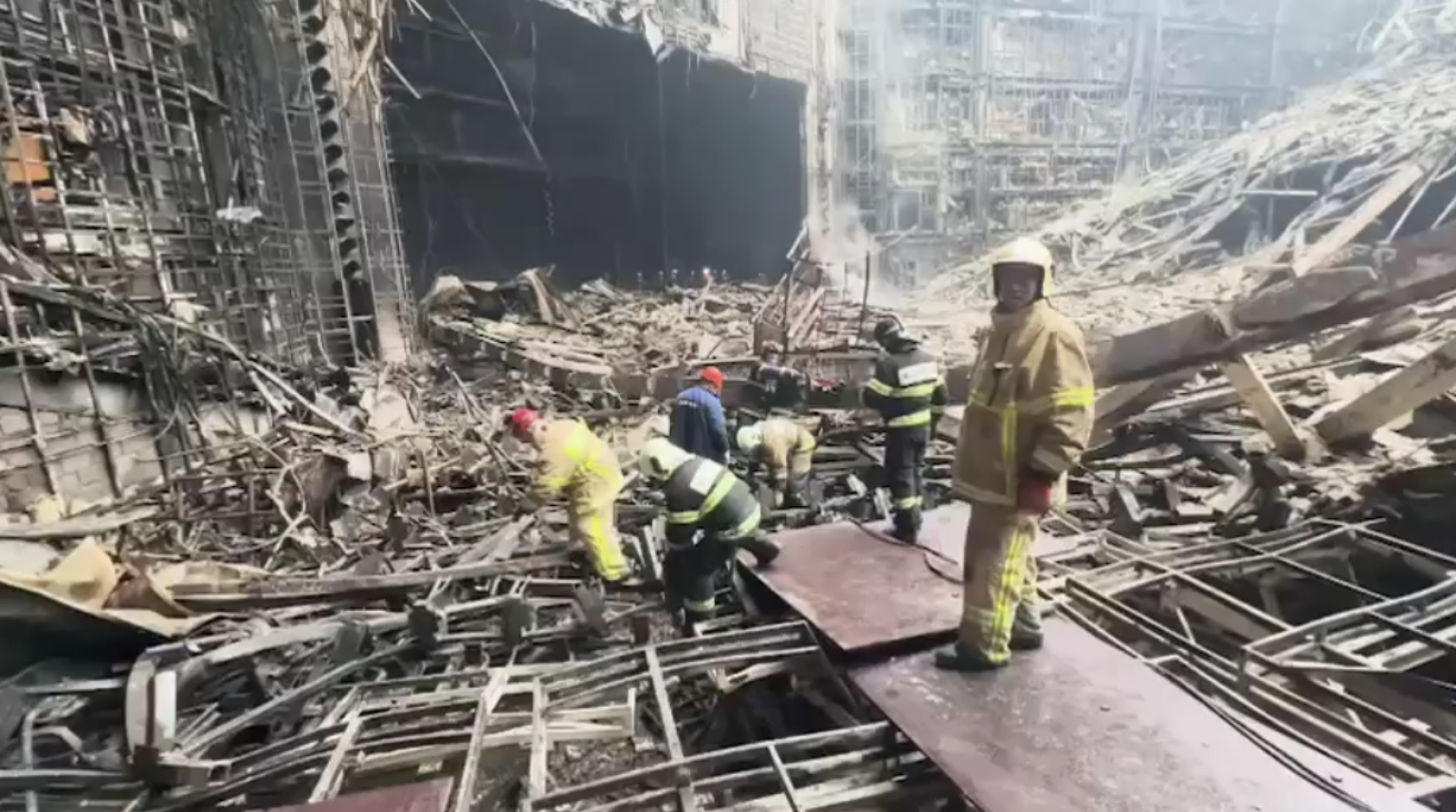
Vestiges du bâtiment après l'incendie
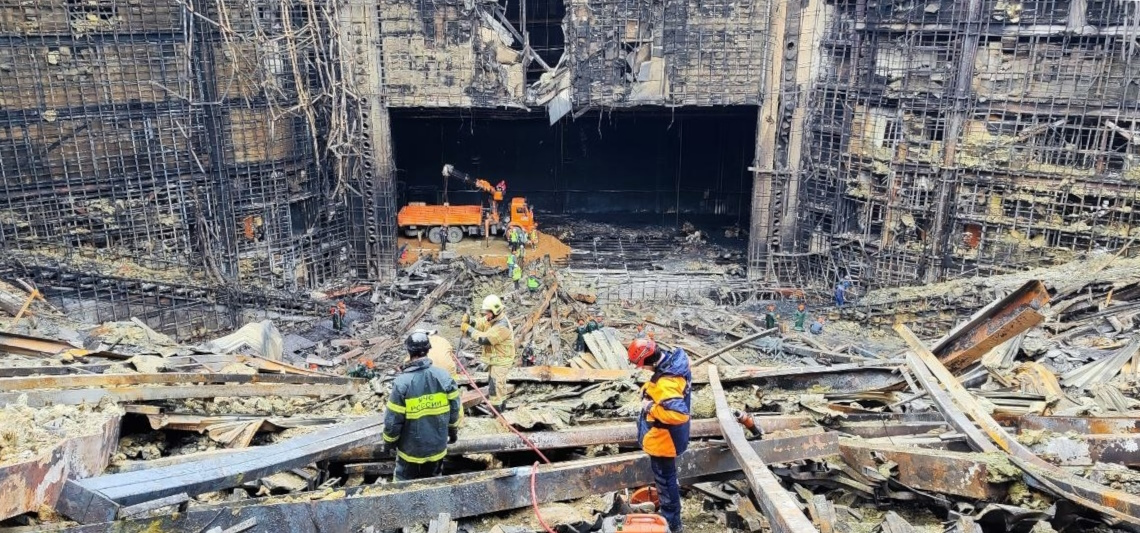
Enlèvement des décombres à l'intérieur de la salle de concert effondrée

### 23 mars
Des infrastructures énergétiques ont été frappées dans les régions de Kharkiv, de Zaporijjia, de Dniepropetrovsk, et Odessa. La ville de Kharkiv est plongée dans le noir et cinq victimes ont été constatées.
De nouvelles attaques sur la région de Belgorod font deux civils morts et sept blessés.
La centrale hydroélectrique et le barrage de DniproHES sont touchés par huit missiles russes, et sont mis hors service faisant un mort, le chauffeur et son trolleybus qui traversaient sur le barrage.
La Russie exige que l'Ukraine renonce à ses projets d'adhésion et d'alliances, notamment avec l'OTAN afin d'adopter un statut de neutralité totale. Cet ultimatum est rejeté par Kyïv comme étant une ingérence dans sa souveraineté.
Dmitri Azarov (ru), gouverneur (ru) de l'oblast de Samara, indique que « cette nuit, plusieurs attaques de drones contre les raffineries de pétrole régionales ont été commises, et que l'une d'elle a provoqué un incendie dans la raffinerie de pétrole Kouïbychev (ru) ».

### 24 mars
Le Gouverneur de Sébastopol (ru) Mikhaïl Razvojaïev affirme qu'une attaque de dix missiles ukrainiens sur Sébastopol a été repoussée, faisant un mort et plusieurs blessés.
Un missile russe est entré dans l'espace aérien polonais.
L'Ukraine affirme avoir endommagé les navires de débarquement Yamal et Azov du projet 775,.
 
Le secrétaire à la Défense britannique, Grant Shapps, indique : « La Russie est présente en mer Noire depuis 1783, mais elle est désormais contrainte de laisser sa flotte à quai. Et, même là, les navires de Poutine coulent ! »,

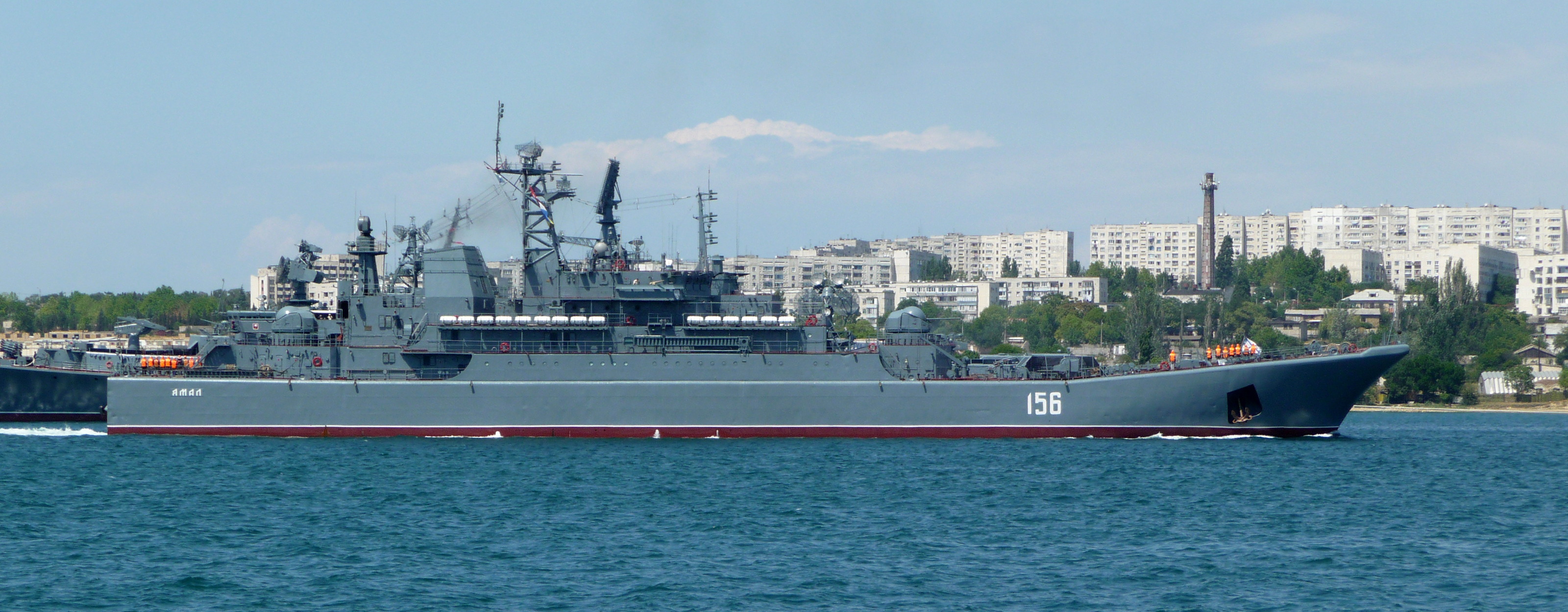
Le Yamal
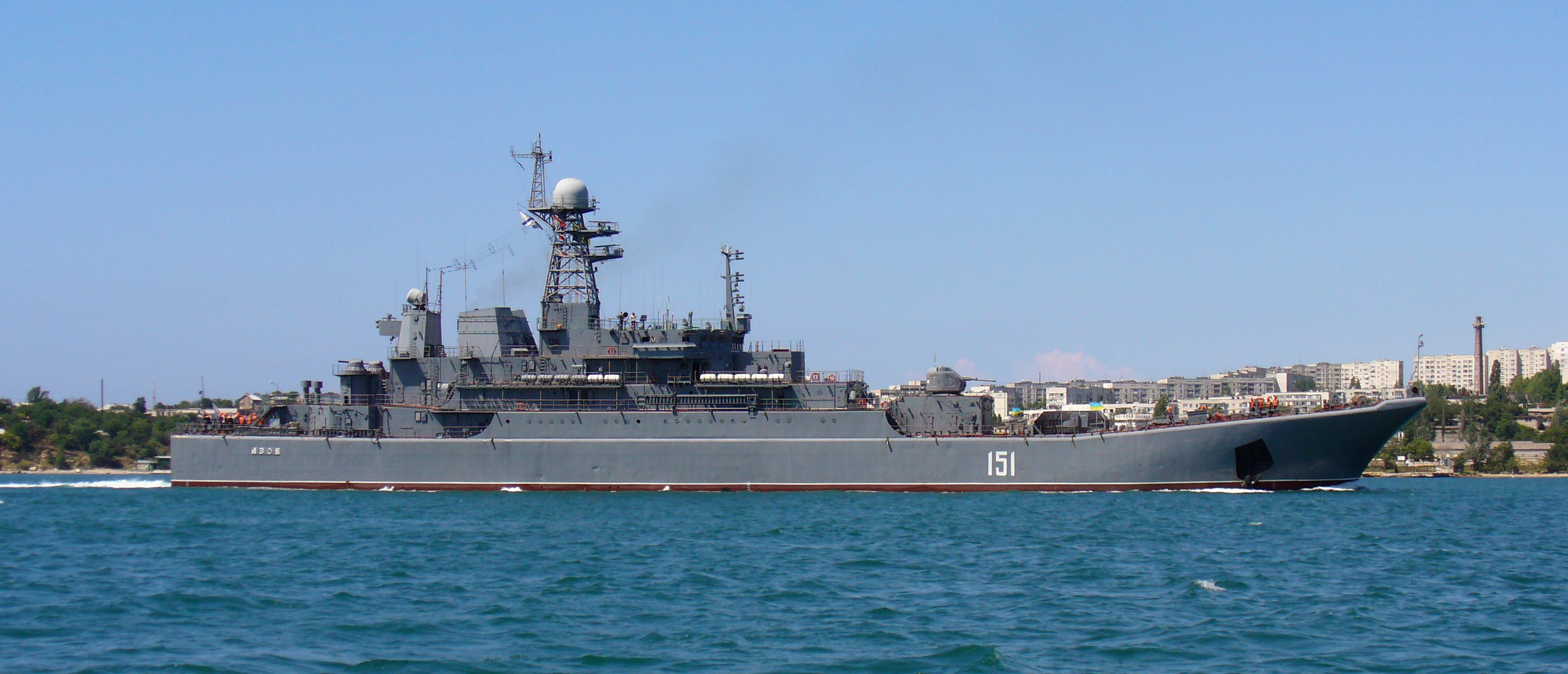
Le Azov

### 25 mars
Selon l'ISW, les forces russes ont fait des avancées confirmées dans la région d'Avdiïvka dans le cadre de batailles de position le long de toute la ligne de front.

### 26 mars
Le porte-parole des Forces navales ukrainiennes, Dmytro Pletenchtchouk, indique que le grand navire de débarquement Konstantin Olshansky, qui avait été capturé par les russes en 2014 en Crimée, a été touché avec des missiles de croisière Neptune.
Un tribunal de Moscou a inculpé par contumace le chef du SBU, Vassyl Maliouk, de « terrorisme » pour son rôle dans des attaques contre des cibles russes.
Par décret présidentiel, Oleksiy Danilov a été limogé de son poste de secrétaire du Conseil de défense et de sécurité nationale d'Ukraine. Il est remplacé par Olexandr Litvinenko, ancien chef du service de renseignement extérieur d'Ukraine, qui sera lui-même remplacé par Oleh Ivachtchenko assistant au Commandant en chef des forces armées ukrainiennes.

Le grand navire de débarquement du projet 775 Konstantin Olshansky
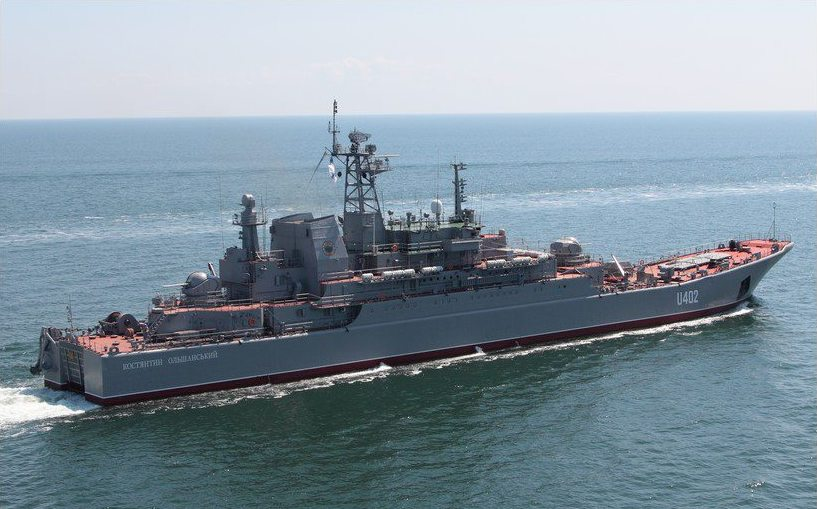
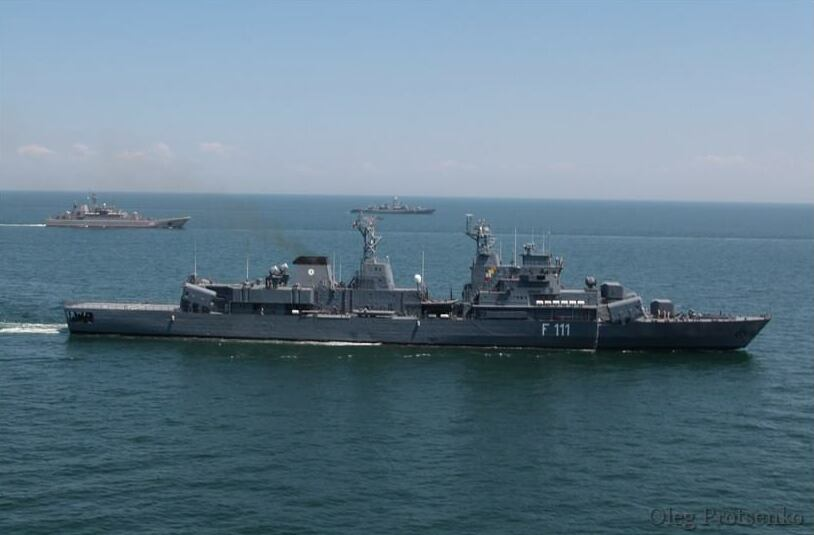

### 27 mars
L'armée russe a attaqué l'Ukraine qui indique avoir abattu 10 drones Shahed sur les 13 lancés à partir de l'oblast de Koursk et visant les oblasts de Kharkiv, de Soumy et de Kyïv.

Le gymnase n°3 de la ville d'Izioum après l'attaque de drone russe
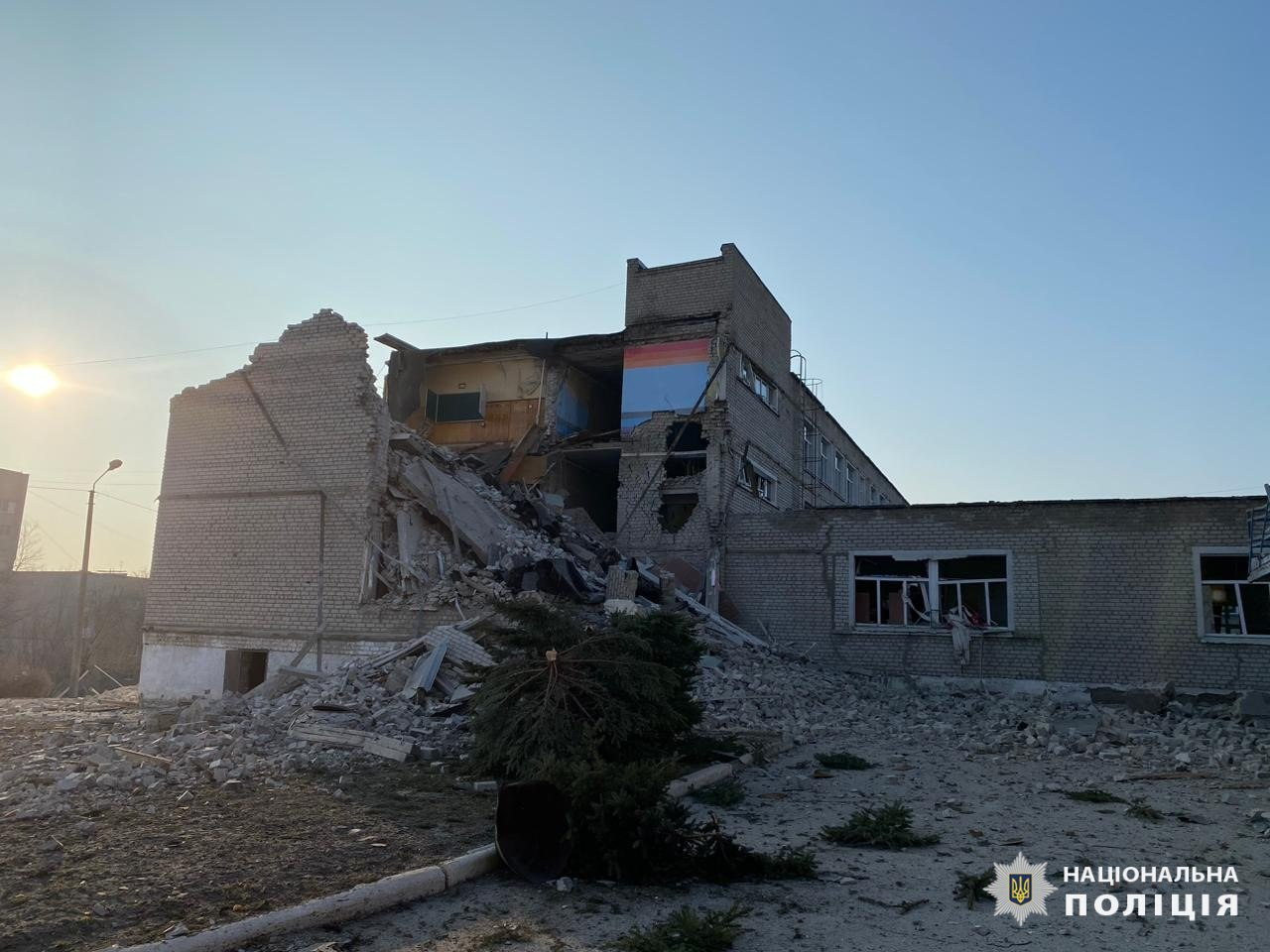
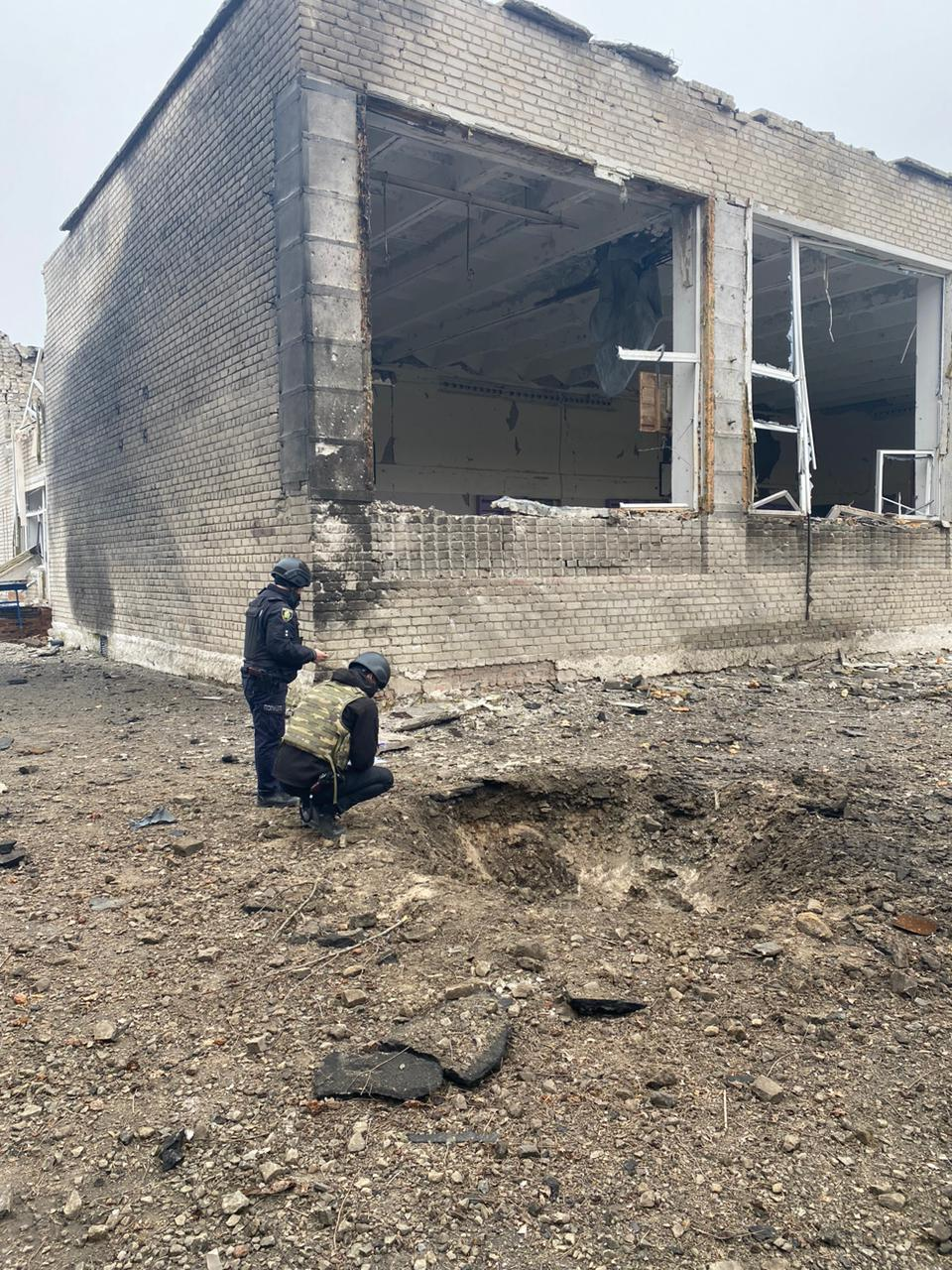

### 28 mars
Les forces armées ukrainiennes déclarent avoir intercepté 26 drones de type Shahed-136/131 sur les 28 envoyés par la Russie dans la nuit.
Oblast de Donetsk, la brigade Liout, principalement composée de policiers, combat en première ligne dans les environs de Sloviansk et de Kramatorsk.

### 29 mars
La Russie frappe des centres énergétiques en Ukraine, trois centrales à l'arrêt dans les oblasts de Dnipropetrovsk, Poltava, et Tcherkassy avec des coupures d'électricité dans une dizaine de régions. La Force aérienne ukrainienne rapporte que la Russie a utilisé trente-neuf missiles et soixante drones de combat lors de la dernière attaque, la défense aérienne ukrainienne en ayant intercepté vingt-six puis cinquante huit drones.
Yaël Braun-Pivet, présidente de l'Assemblée nationale française, est en déplacement à Kyïv et a rencontré le président Zelensky ; elle déclare « rien n’est a priori exclu » pour soutenir l'Ukraine.
Pour la première fois, l’armée d’occupation russe a utilisé la bombe aérienne lourde ODAB-1500, de 1500 kg,  en Ukraine, attaquant la ville de Velyka Pyssarivka, dans l'oblast de Soumy. Comme le souligne Julian Röpke, analyste des données ouvertes chez BILD, après l'impact de l'ODAB-1500, un nuage de fumée de 1 km de haut s'est élevé dans le ciel. Une bombe aérienne à détonation volumétrique (ODAB) est un projectile thermobarique de l'ère soviétique qui, environ 10 mètres avant d'atteindre la cible, libère un liquide inflammable sous forme d'aérosol et y met le feu.
L'armée russe a lancé une attaque, au nord-ouest d'Avdiïvka, non loin du village de Berdytchi avec des minichars automatiques équipés de grenades, qui ont été détruits par la 47e brigade mécanisée ukrainienne,

### 30 mars
Rouslan Kravtchenko, dirigeant l'oblast de Kyïv, annonce que plus de 10 000 dents de dragon et fossés ont été mis en place pour bloquer l'armée russe.
Les Forces ukrainiennes ont repoussé une attaque mécanisée russe près de Tonenke (uk) dans la région d'Avdiivka,. C'est la première attaque de cette ampleur depuis le début de la campagne russe pour prendre Avdiivka, qui a commencé fin octobre 2023. Le 6e régiment de chars de la Garde, qui dépend de la 90e division de chars de la Garde a utilisé 36 chars et 12 véhicules de combat d'infanterie  dans l'attaque, dont 12 chars et huit véhicules de combat d'infanterie BMP ont été détruits par les Ukrainiens de la 25e brigade aéroportée,. Les images de géolocalisation ont montré un grand nombre d'équipements détruits et endommagés, et les Russes n’ont pas réussi à percer la ligne de défense ukrainienne. Selon les experts, la résistance des forces du bataillon pourrait indiquer que les réserves opérationnelles accumulées par les troupes russes dans cette zone ne seront pas en mesure de garantir l'avancée des Russes vers l’ouest dans un avenir proche. Pendant ce temps, les forces russes ont fait des avancées confirmées près d'Avdiivka et au sud-ouest de la ville de Donetsk dans le cadre de batailles incessantes de position le long de toute la ligne de front,. L'Institut pour l'étude de la guerre prédit que les Russes lanceront une offensive majeure à l'été ou à la fin du printemps/été sur l'une des lignes de front, très probablement dans le Donbass,.

### 31 mars
Dans la nuit, les troupes russes ont attaqué l'Ukraine avec 14 missiles de croisière Kh-101/Kh-555, 11 drones d'attaque Shahed, un missile balistique Iskander-M et un missile aérien guidé Kh-59. La défense aérienne a détruit 18 des 27 cibles,.
Le ministère de la Défense britannique déclare que la Russie a renforcé ses défenses dans le port de Novorossiïsk, à l'ouest du kraï de Krasnodar, sur la côte russe de la mer Noire, et a placé quatre barges à l'entrée du port de la flotte de la mer Noire pour empêcher une attaque de drones ukrainiens

### Avril 2024
Pour les événements suivants, voir Chronologie de l'invasion de l'Ukraine par la Russie (avril 2024).